# Jonas Brothers, le concert événement
Pour plus de détails, voir Fiche technique et Distribution.
Jonas Brothers, le concert événement (Jonas Brothers: The 3D Concert Experience) est un film américain réalisé par Bruce Hendricks en 2009 pendant la tournée Burnin up Tours des Jonas Brothers. Il s'agit essentiellement d'un film de concert entrecoupé de séquences de leur vie pendant la tournée.
Plusieurs de leurs concerts ont été filmés pour réaliser ce film en 3 dimensions. Il contient également des vidéos personnelles des trois frères.
Un CD des chansons du concert est sorti trois jours avant la sortie du film.

## Fiche technique
- Titre original : Jonas Brothers: The 3D Concert Experience
- Titre français : Jonas Brothers, le concert événement
- Réalisation : Bruce Hendricks
- Musique : Jonas Brothers
- Photographie : Mitchell Amundsen et Reed Smoot
- Montage : Michael Tronick
- Production : Paul Kevin Jonas, Alan Sacks, Johnny Wright, Phil McIntyre
- Société de production : Walt Disney Pictures
- Société de distribution : Walt Disney Pictures
- Pays :  États-Unis
- Langue : anglais
- Format : Couleur - HDCAM-SR (PACE Fusion 3-D / Sony F23) - 1,85:1 - son  SDDS DTS Dolby Digital
- Genre : Film de concert
- Durée : 76 minutes
- Dates de sortie :
  - États-Unis :27 février 2009 (salles) ; 21 octobre 2009 (DVD)
  - France : fin juin 2009

## Chansons du CD
Le début et le générique sont sur la chanson Tonight.
| Numéro | Titre                         | Auteurs                                  | Durée |
| ------ | ----------------------------- | ---------------------------------------- | ----- |
| 1      | That's Just The Way We Roll   | Jonas Brothers, William McAuley          | 4:06  |
| 2      | Hold On                       | Jonas Brothers                           | 2:47  |
| 3      | BB Good                       | Jonas Brothers, John Taylor, Adam Cuomo  | 4:15  |
| 4      | Video Girl                    | Jonas Brothers                           | 3:03  |
| 5      | This Is Me (avec Demi Lovato) | Julie Brown, Paul Brown, Regina Hicks    | 3:23  |
| 6      | Hello Beautiful               | Jonas Brothers                           | 3:14  |
| 7      | Pushin' Me Away               | Jonas Brothers                           | 3:39  |
| 8      | Should've Said No             | Taylor Swift                             | 4:06  |
| 9      | I'm Gonna Getcha Good         | Robert John « Mutt » Lange, Shania Twain | 4:01  |
| 10     | SOS                           | Nick Jonas                               | 2:32  |
| 11     | Burnin' Up                    | Jonas Brothers                           | 5:42  |
| 12     | Tonight                       | Jonas Brothers, Greg Garbowsky           | 3:30  |
| 13     | Live to Party                 | Jonas Brothers                           | 3:08  |
| 14     | Love Is on Its Way            | Jonas Brothers, Kevin Jonas Sr.          | 3:44  |